# Talisa Soto
Miriam Talisa Soto (Brooklyn, New York, 1967. március 27.–) amerikai színésznő és korábbi modell.
Ő alakította Kitana hercegnőt a Mortal Kombat (1995) és a Mortal Kombat 2. – A második menet (1997) című akciófilmekben. Szerepelt az 1989-ben bemutatott A magányos ügynök című James Bond-filmben, mint Lupe Lamora. A színészi karrierje előtt modellkedéssel foglalkozott, olyan magazinokban megjelenve, mint a Mademoiselle, a Glamour és az Elle.

## Fiatalkora
Soto Brooklynban (New York) született, a Puerto Ricoból elköltözött szülők négy gyermeke közül a legfiatalabb volt. Fiatalkorában szülei Massachusettsbe (Northampton) költöztek, ahol Soto és testvérei nevelkedtek és tanultak.

## Magánélete
1997-ben Costas Mandylor színész feleségül vette Sotót, de később, 2000-ben elváltak. 2002. április 13-án feleségül vette Benjamin Bratt színész San Franciscóban. A párnak van egy fia és egy lánya.

## Filmográfia

### Film
| Év   | Magyar cím                         | Eredeti cím                   | Szerep                                       | Magyar hang      |
| ---- | ---------------------------------- | ----------------------------- | -------------------------------------------- | ---------------- |
| 1984 | Az alvilág pápája                  | The Pope of Greenwich Village | stúdiótáncos (stáblistán nem szerepel)       |                  |
| 1988 |                                    | Spike of Bensonhurst          | India                                        |                  |
| 1989 | A magányos ügynök                  | Licence to Kill               | Lupe Lamora                                  | Ráckevei Anna    |
| 1989 | A magányos ügynök                  | Licence to Kill               | Lupe Lamora                                  | Horváth Lili     |
| 1992 | A mambó királyai                   | The Mambo Kings               | Maria Rivera                                 |                  |
| 1992 | Túsz                               | Hostage                       | Joanna                                       |                  |
| 1994 | Don Juan DeMarco                   | Don Juan DeMarco              | Doña Julia                                   | Mics Ildikó      |
| 1995 | Mortal Kombat                      | Mortal Kombat                 | Kitana hercegnő                              | Prókai Annamária |
| 1996 | Drágám, add az életed!             | Spy Hard                      | Csábító a hotelszobában (Desiree More néven) | Némedi Mari      |
| 1996 | Hajsza a Nap nyomában              | Sunchaser                     | Navajo nő                                    |                  |
| 1996 | Vampirella                         | Vampirella                    | Vampirella                                   | Orosz Helga      |
| 1997 | Légypapír                          | Flypaper                      | Amanda                                       | Zakariás Éva     |
| 1997 |                                    | The Corporate Ladder          | Susan Taylor                                 |                  |
| 1997 | Mortal Kombat 2. – A második menet | Mortal Kombat: Annihilation   | Kitana hercegnő                              | Holló Orsolya    |
| 2000 |                                    | That Summer in L.A.           | Marisabel                                    |                  |
| 2000 |                                    | Flight of Fancy               | Mercedes Marquez                             |                  |
| 2000 | Halottak szigete                   | Island of the Dead            | Melissa O'Keefe                              |                  |
| 2001 |                                    | Piñero                        | Sugar                                        |                  |
| 2002 | Ballistic – Robbanásig feltöltve   | Ballistic: Ecks vs. Sever     | Rayne Gant / Vinn Ecks                       | Major Melinda    |
| 2009 | A lélek másik oldala               | La Mission                    | Ana (Talisa Soto Bratt néven)                | Pokorny Lia      |

### Televízió
| Év        | Cím                                 | Szerep           | Megjegyzések           |
| --------- | ----------------------------------- | ---------------- | ---------------------- |
| 1988      | Les Français vus par                | francia lány     | minisorozat (2 epizód) |
| 1990      | Silhouette                          | Marianna Herrera | tévéfilm               |
| 1991      | Prison Stories: Women on the Inside | Rosina           | tévéfilm               |
| 1993–1994 | Harts of the West                   | Cassie           | 15 epizód              |
| 1998      | C-16: Szuperügynökök (C-16: FBI)    | Rosemary Vargas  | 1 epizód               |

## Díjak és jelölések
| Év   | Cím                | Eredmény | Kategória                                 | Film   |
| ---- | ------------------ | -------- | ----------------------------------------- | ------ |
| 1989 | ShoWest Convention | Elnyerte | A holnap csillaga (nő)                    | –      |
| 2002 | ALMA díj           | Jelölve  | Kiemelkedő női mellékszereplő mozgóképben | Piñero |